# C/2007 K5 (Лавджоя)
Комета C/2007 K5 (Лавджоя) — периодическая комета, которая была открыта 26 мая 2007 года астрономом Терри Лавджоем из Австралии. Перигелий пришёлся на апрель 2007 года. Ожидаемый следующий перигелий будет в 2340 году.